# Patriarcha Rumunii

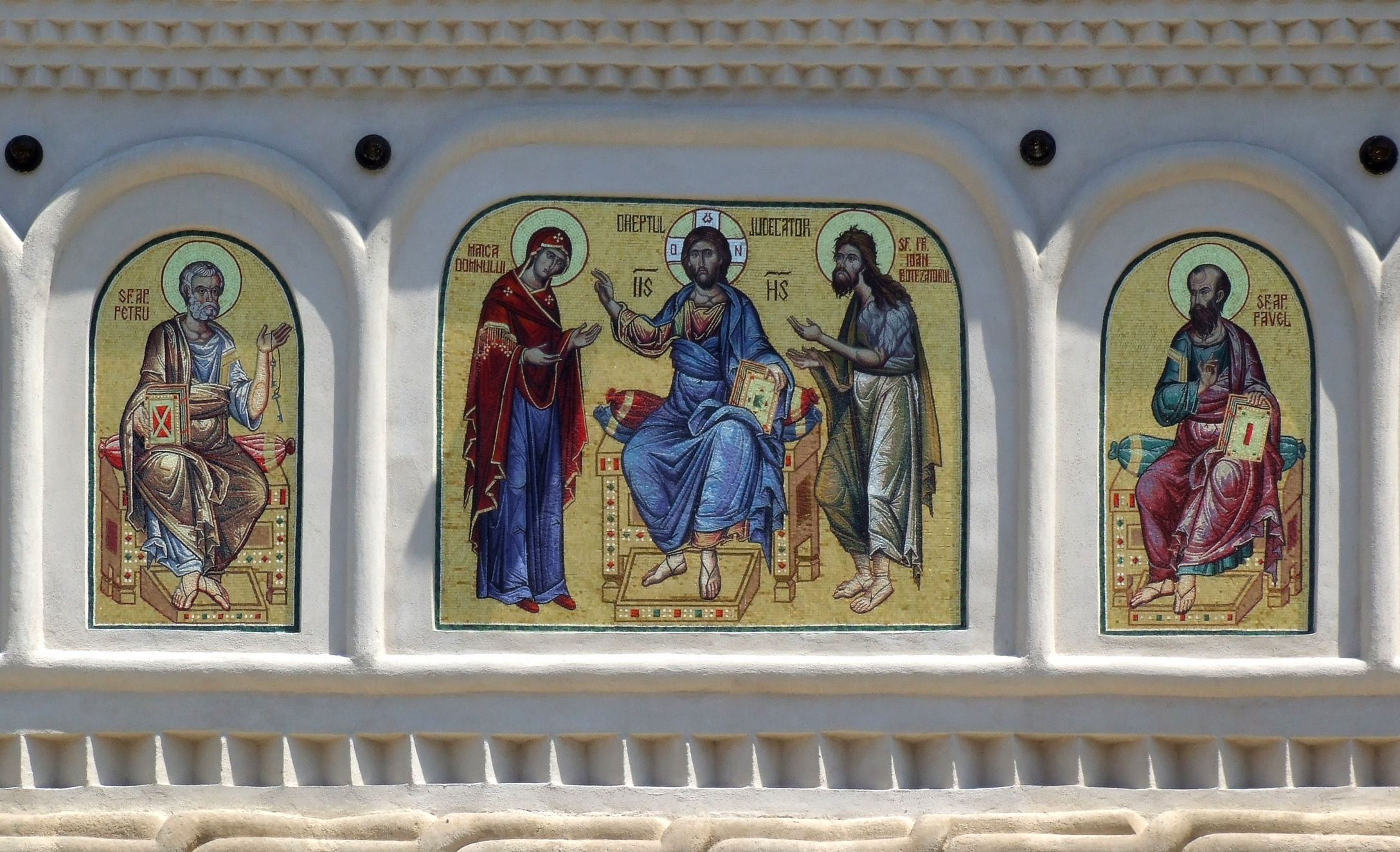
Chrystus Sędzia i Prawodawca – mozaika na katedrze patriarchalnej w Bukareszcie – siedzibie patriarchy Rumunii

Patriarcha Rumunii – zwierzchnik rumuńskiej cerkwi prawosławnej. Urząd patriarchy został powołany w 1925 r. mocą decyzji Świętego Synodu. Pierwszym patriarchą został 1 listopada 1925 r. Miron Cristea, były arcybiskup Bukaresztu.
- Miron (1925–1939)
- Nikodem (1939–1948)
- Justynian (1948–1977)
- Justyn (1977–1986)
- Teoktyst (1986–2007)
- Daniel I (od 2007)